# Palmyra (Wisconsin)
Palmyra es una villa ubicada en el condado de Jefferson en el estado estadounidense de Wisconsin. En el Censo de 2010 tenía una población de 1.781 habitantes y una densidad poblacional de 551,44 personas por km².

## Geografía
Palmyra se encuentra ubicada en las coordenadas 42°52′42″N 88°35′17″O / 42.87833, -88.58806. Según la Oficina del Censo de los Estados Unidos, Palmyra tiene una superficie total de 3.23 km², de la cual 3.1 km² corresponden a tierra firme y (4.09%) 0.13 km² es agua.

## Demografía
Según el censo de 2010, había 1.781 personas residiendo en Palmyra. La densidad de población era de 551,44 hab./km². De los 1.781 habitantes, Palmyra estaba compuesto por el 94.67% blancos, el 0.62% eran afroamericanos, el 0.51% eran amerindios, el 0.22% eran asiáticos, el 0% eran isleños del Pacífico, el 3.2% eran de otras razas y el 0.79% pertenecían a dos o más razas. Del total de la población el 10.33% eran hispanos o latinos de cualquier raza.